# Narisa Suzuki

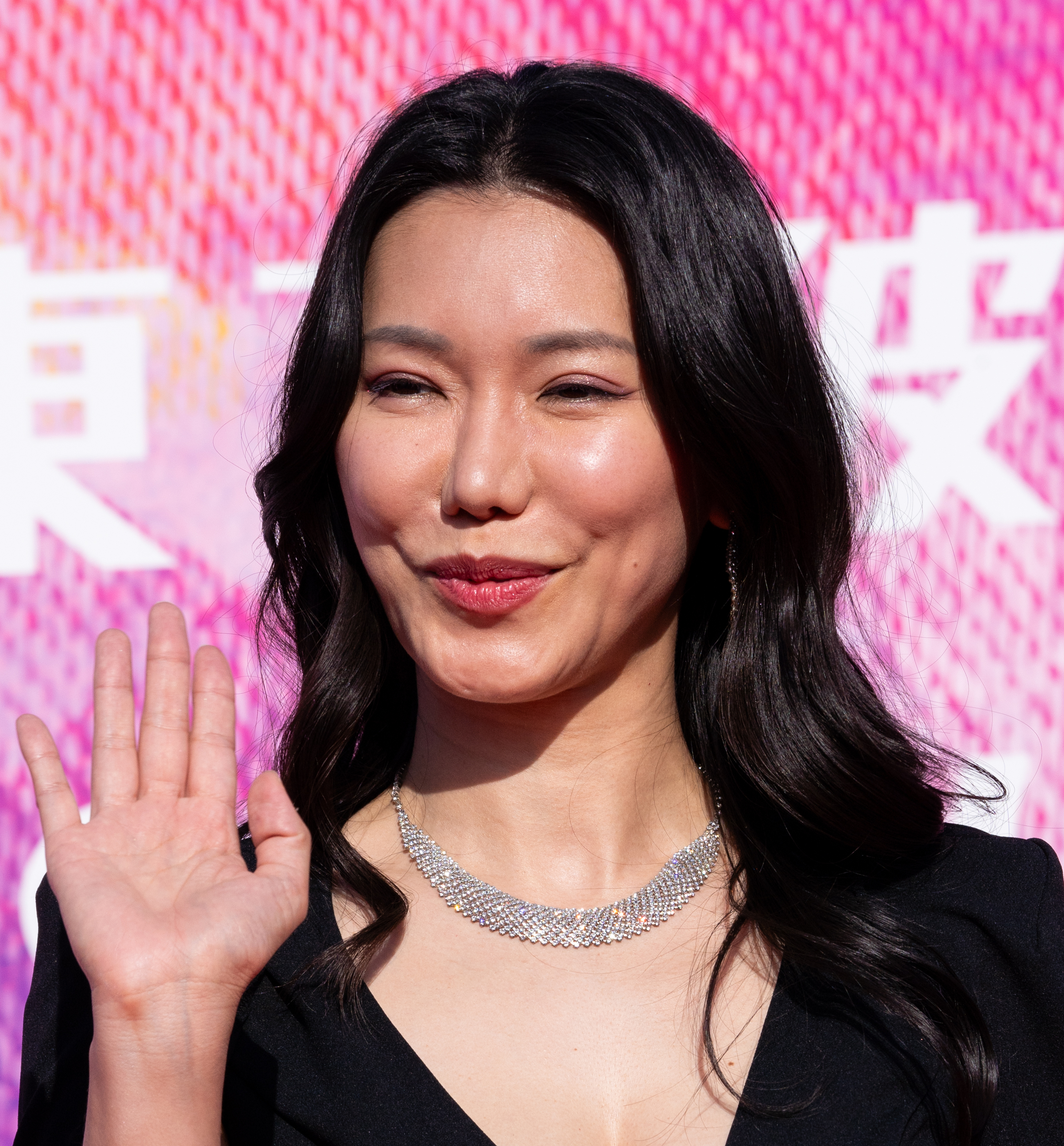
Narisa Suzuki (2024)

Narisa Suzuki (japanisch 鈴木 音沙 Suzuki Narisa; * 15. November in Kamakura, Präfektur Kanagawa) ist eine japanische Schauspielerin und ein Model.

## Leben
Suzuki wurde im November in Kamakura geboren. Dort studierte sie Musiktheater und Oper. Ende der 2000er Jahre zog sie in die Vereinigten Staaten. Dort studierte sie an der University of Central Oklahoma. Sie spricht Japanisch und Englisch als Muttersprachen fließend. 2009 gab sie ihr Filmschauspieldebüt in der weiblichen Hauptrolle der Akemi im Western The Gunslingers. Der Film wurde zwischen 2009 und 2010 auf mehreren Filmfestivals, darunter dem Sunscreen Film Festival und dem Trail Dance Film Festival gezeigt, und erschien am 16. November 2010 im Videoverleih. Im Folgejahr hatte sie eine Rolle im Spielfilm The Myth of the American Sleepover inne. Es folgten Mitwirkungen in mehreren Kurzfilmen sowie Episodenrollen in verschiedenen Fernsehserien, darunter 2015 in Zeit der Sehnsucht. 2021 stellte sie im Film Prisoners of the Ghostland eine Geisha dar. 2022 spielte sie in einer Episode der Fernsehserie Snowfall mit. 2024 war sie im Actionfilm Snow White and the Seven Samurai in der Rolle der Kriegerin Kiki zu sehen.
Als Model warb Suzuki für Produkte von unter anderen Microsoft, Pepsi, LG, Hyundai, Kia, Yahoo!, Wells Fargo und McDonald’s. Als Printmodel arbeitete sie für Canon und wurde in den Magazinen Vivid Magazine und JapanUp abgelichtet.

## Filmografie (Auswahl)

### Schauspiel
- 2009: The Gunslingers (Ecstasy of Gold)
- 2010: Hitachi’s Tempura (Kurzfilm)
- 2010: The Myth of the American Sleepover
- 2010: The Way of Hero (Kurzfilm)
- 2010: Fallen Nest (Kurzfilm)
- 2011: Rideshare
- 2011: picnic (Kurzfilm)
- 2012: Keye Luke (Kurzfilm)
- 2012: Swordsman (Kurzfilm)
- 2012: Ai (Kurzfilm)
- 2013: Dusk (Kurzfilm)
- 2013: Sukiyaki with Love (Kurzfilm)
- 2014: Almost Asian (Fernsehserie, Episode 1x04)
- 2014: Seekers
- 2014: Warzone (Fernsehserie, Episode 1x03)
- 2014: Too School for Cool (Fernsehserie, Episode 1x02)
- 2014: Rules of Engagement (Fernsehserie, Episode 1x05)
- 2014: Slit Mouth Woman in LA
- 2015: The Other Side (Kurzfilm)
- 2015: What Is Momo? (Kurzfilm)
- 2015: Zeit der Sehnsucht (Days of Our Lives, Fernsehserie, Episode 1x12574)
- 2015: Senior Flowers (Fernsehserie, Episode 1x03)
- 2015: Tales from the Toilet (Kurzfilm)
- 2017: Scramble
- 2018: 3987 Spring Street (Fernsehserie)
- 2019: Mad Dog Express (Kurzfilm)
- 2019: Two Paper Nightingales (Kurzfilm)
- 2019: Sour Soy Sauce (Kurzfilm)
- 2019: Gion Matsuri (Kurzfilm)
- 2019: 2050 (Kurzfilm)
- 2020: Snuff (Kurzfilm)
- 2020: The Ricist (Kurzfilm)
- 2021: Prisoners of the Ghostland
- 2021: The Soloist
- 2022: Parallel Hate (Kurzfilm)
- 2022: Snowfall (Fernsehserie, Episode 5x04)
- 2024: Snow White and the Seven Samurai
- 2024: 29 Palms (Kurzfilm)

### Filmschaffende
- 2011: Rideshare (Drehbuch)
- 2020: The Ricist (Kurzfilm; Drehbuch)
- 2024: 29 Palms (Kurzfilm; Produktion)